# Lina Joy
Lina Joy, con nombre de nacimiento Azlina Binti Jailani  (28 de julio de 1964), es una ciudadana malasia. De padres musulmanes y convertida al catolicismo a los 26 años, forma parte del centro de la lucha por el reconocimiento de la libertad de conciencia en Malasia.

## Biografía
Azlina Jailani comenzó a asistir a una iglesia en la década de 1990 y ahí conoció a un católico con la que quería casarse. Ella decidió convertirse al catolicismo. Fue bautizada en 1998 en Kuala Lumpur. Después solicitó a las autoridades malayas que reconocieran su cambio de nombre y religión. De hecho, en Malasia es imposible para una musulmana casarse con un no musulmán.
A pesar de no tener la confirmación de un tribunal islámico, el estado civil reconoció en 1999 su cambio de nombre, pero no su cambio de religión. La religión en Malasia se menciona en los documentos de identidad sólo para los musulmanes, su nueva tarjeta de identidad todavía tenía escrito ‘islam’, prohibiendo el matrimonio de su elección.
La constitución de Malasia dice que "todos tienen derecho a practicar la religión de su elección", pero una enmienda de 1988 niega a los tribunales civiles el derecho a pronunciarse sobre los asuntos tratados por los tribunales islámicos. Por su parte, estos tribunales no reconocen la apostasía, y sistemáticamente rechazan este tipo de solicitud, condenando al apóstata a sanciones penales.
Desafió al estado de Malasia a reconocer su derecho a cambiar su religión, pero la decisión original fue confirmada varias veces, incluyendo el 30 de mayo de 2007 en casación por el Tribunal Federal, el tribunal más alto de Malasia. El tribunal reservó a los tribunales islámicos el derecho exclusivo de decidir si un musulmán puede dejar el islam por otra religión. Lina Joy perdió su trabajo, y se vio obligada a vivir en la clandestinidad en Malasia, frente a las amenazas de los grupos fundamentalistas musulmanes. Actualmente vive como refugiada en Australia.